# Aumâtre
Aumâtre – miejscowość i gmina we Francji, w regionie Hauts-de-France, w departamencie Somma.
Według danych na rok 2011 gminę zamieszkiwało 197 osób, a gęstość zaludnienia wynosiła 35 osób/km² (wśród 2293 gmin Pikardii Aumâtre plasuje się na 776. miejscu pod względem liczby ludności, natomiast pod względem powierzchni na miejscu 822.).